# Altin Haxhi
Altin Haxhi   (Gjirokastra, 17 de juny de 1975) és un exfutbolista albanès de la dècada de 2000.
Fou 66 cops internacional amb la selecció albanesa.
Pel que fa a clubs, defensà els colors de Shqiponja Gjirokastër, Panachaiki, Litex Lovech, Iraklis Thessaloniki, CSKA Sofia, Apollon Kalamarias, Anorthosis Famagusta, Ergotelis, APOEL i Apollon Kalamarias.